# Милан Тегелтија
Милан Тегелтија (Панчево, СФРЈ, 16. октобар 1971) српски је правник, и предсједник ФК Борац Бања Лука. Бивши је предсједник Високог судског и тужилачког савјета Босне и Херцеговине, предсједник основног суда, окружни јавни тужилац и адвокат.

## Биографија
Милан Тегелтија (син Витомира и Бранке) рођен је 16. октобра 1971. године у Панчеву, СФРЈ. Дипломирао је на Правном факултету Универзитета у Бањој Луци (1995), а двије године касније положио је и правосудни испит. Након завршетка приправничког стажа радио је као адвокат у властитој канцеларији. У периоду од 1998. до 2001. године био је судија Војног суда у Бањој Луци, а од 2001. до 2004. године био је савјетник омбудсмана Републике Српске. У марту 2004. године именован је за окружног тужиоца у Окружном тужилаштву у Бањој Луци.
За предсједника Основног суда у Бањој Луци именован је марта 2007. године. За члана Високог судског и тужилачког савјета Босне и Херцеговине из реда судија изабран је јуна 2014, а затим и јуна 2018. године. У оба мандата је обављао дужност предсједника ВСТС-а.
Милан Тегелтија је крајем фебруара 2021. именован за савјетника српског члана Предсједништва Босне и Херцеговине.
Ожењен је и отац једног дјетета.